# Бальтазар Губмаєр
Бальтазар Губмаєр (нім. Balthasar Hubmaier, лат. Pacimontanus, близько 1485, Фрідберг, поблизу Аугсбурга — 10 березня 1528, Відень) — діяч Реформації у Південно-Східній Німеччині, брав участь у Селянській війні 1524—1526 років, анабаптистський богослов.

## Біографія
Губмаєр народився у скромній, незаможній родині, для якої його вступ до університету Фрайбурга у 1503 році було великим досягненням. Невдовзі Губмаєр здобув прихильність свого вчителя Йоганнеса Ека, що дуже високо цінував його здібності. Їхні відносини стали настільки міцними, що невдовзі після переїзду Ека до Інгольштадтського університету, Губмайер направився туди, де й отримав свій докторський ступінь з богослов'я у 1512 році. 
Вже наступного року доктора Губмаєра було обрано проректором університету, але у 1516 році він полишає цю посаду і стає священником у кафедральному соборі Регенсбурга.
У Регенсбурзі Губмаєр підтримав «хрестовий похід» проти юдеїв, що там розпочався, закликаючи співгромадян виганяти юдеїв з їх осель та з міста. У 1519 році юдеї були вигнані з Регенсбургу, а синагога зруйнована. Під час руйнування синагоги, будівничого майстра, що керував процесом, було придавлено балкою і, за словами очевидців, він помер. Проте увечері того ж дня він ожив, що було розцінено як диво, створене Святою Дівою на знак схвалення зруйнування синагоги. На місці синагоги було закладено каплицю, яку Губмаєр освятив на честь «Найчарівнішої Марії». Протягом 1520 року каплицю відвідало понад сто тисяч паломників, повідомлялося про численні дива.
Проте у 1521 році Губмаєра відправляють священником у невеличке швейцарське містечко Вальдсхут, де він знайомиться з творами Мартіна Лютера. У 1522 році Губмайер відвідує Еразма у Базелі, а наступного 1523 року повністю переходить на позиції реформаторів. Спочатку він підтримує Ульріха Цвінглі у його реформаційній діяльності у Швейцарії, та зорганізовує у Вальдсхуті релігійно-політичну систему, подібну до цюрихського.

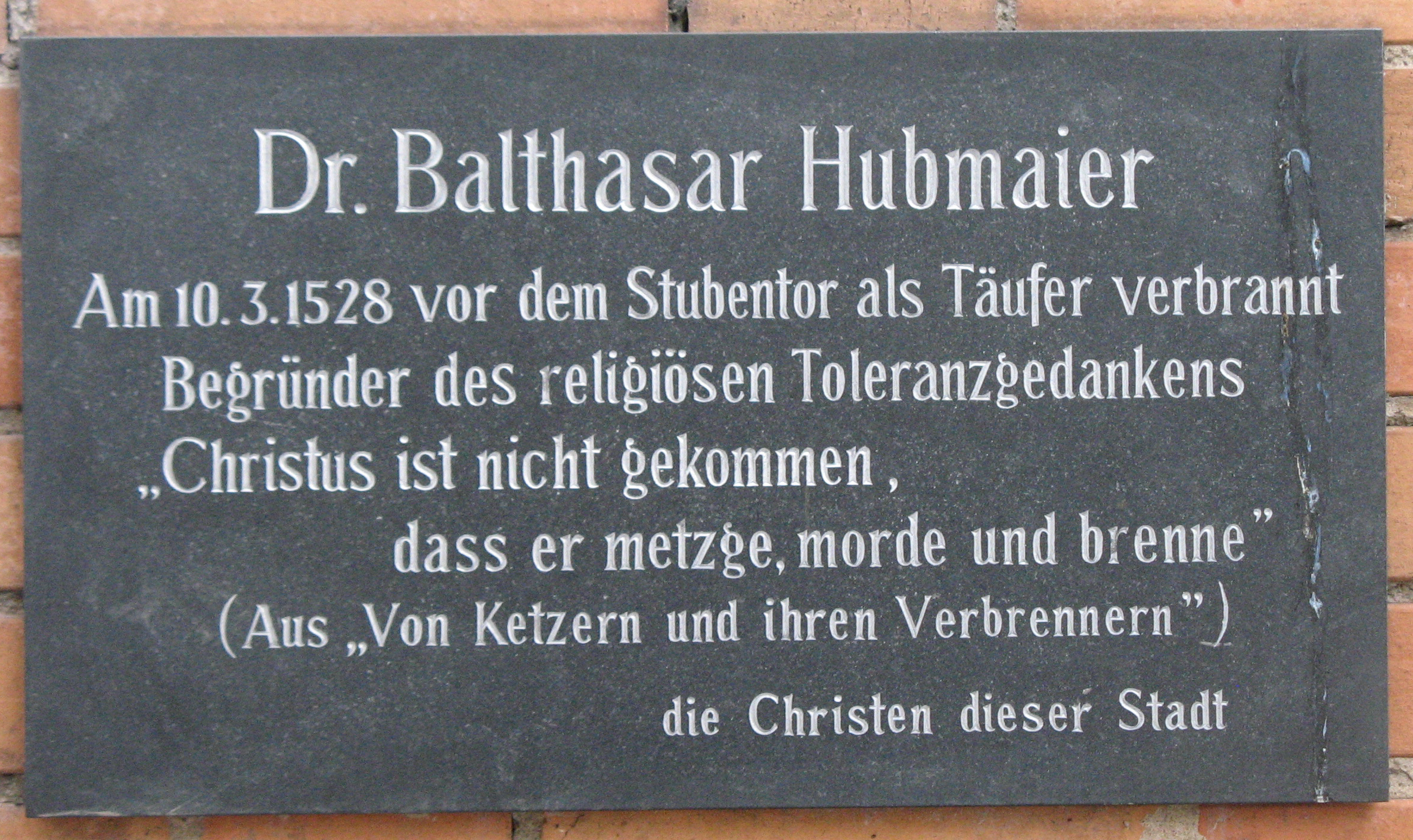
Меморіальна дошка у Відні на місці страти Губмаєра

1524 року Селянська війна, що розпочалася у Німеччині, захопила і Вальдсхут. Губмаєр, що познайомився з Томасом Мюнцером, під його впливом підтримав початок Селянської війни. Селяни, що повстали у сусідньому графстві Штюлінген, відправили озброєний загін до міста. На їх подив, вони не зустріли жодного спротиву у Вальдсхуті, навпаки, вони знаходять підтримку з боку мешканців міста та міської ради, що заявила про непокору ерцгерцогові Австрії. На цей момент більшість громадян міста приєдналися до реформованої церкви. Австрійська влада, разом з єпископом Констанцу, спробувала повернути владу над містом, але громадяни відбили напад. У липні навколо Вальдсхута розташувався селянський загін у 550 осіб зі Штюлінгену для охорони міста. 1 вересня Губмайер відправився до Шаффхаузену для продовження справи Реформації.
Цього ж часу 3 вересня австрійська влада спробувала зібрати військо проти селян. На зустрічі в Радольфцеле граф Рудольф Зульц, віцерегент Верхнього Ельзасу, представники Штутгарту та сенешаль Вальдбурга Георг Труше зібрали проти селян армію з 12000 піших та 600 кіннотників. Проте коаліції не вистачило фінансів і армія так і не вирушила у похід. У результаті граф Рудольф запропонував графові Штюлінгена вирішувати конфлікт шляхом переговорів. Переговори, що розпочалися доволі успішно, через деякий час зайшли у глухий кут і селяни відмовилися їх ратифікувати. Поки вони йшли, з Цюриха до Вальдсхута надійшов загін у 170 військових. Не бажаючи втягуватися у війну з Швейцарією, австрійська влада відмовилася від наступу.
До початку зими, після зустрічі з Еколампадіусом, Губмаєр повернувся до Вальдсхута. Після другого цюрихського диспуту Губмаєр переходить на бік анабаптистів, серед яких він виділився як глибокий богослов.
Після розгрому селян та початку переслідувань з боку Цвінглі був змушений втекти з Вальдсхута до Моравії, де на невеликий час знайшов притулок у володіннях герцога Ліхтенштейну. Наприкінці 1527 року був схоплений габсбурзькою владою, перевезений до замку Кройцштайн та засуджений до спалення. Дружина Губмаєра, що була присутня на страті, підбадьорювала його бути твердим у переконаннях. Саму її було втоплено у Дунаї трьома днями пізніше.